# Bruna Costa
Bruna Rocha Costa (São Paulo, 30 de janeiro de 1995) é uma voleibolista indoor brasileira, atuante na posição Levantadora, com marca de alcance de 282 cm no ataque e 267 cm no bloqueio, servindo a seleção brasileira foi medalhista de ouro no Campeonato Sul-Americano Sub-23 de 2016 no Peru, e  atuando por clubes conquistou a medalha de prata no Campeonato Mundial de Clubes de 2018 na China.

## Carreira
A prática desportiva já fazia parte da Bruninha desde que tinha 1 ano e meio de idade, era praticante da natação, ainda residia em São Paulo, depois migrou para a cidade de Curitiba quando parou, e no colégio que ingressou entrou em contato a modalidade do voleibol na escolinha deste esporte na própria instituição, pouco a pouco progredindo e enveredou para a carreira profissional, contando com apoio de seus pais que tinha afinidade com o vôlei.
Recebeu muitas convocações para a Seleção Paranaense, defendeu o Colégio Sion e  também o Bom Jesus/Lapa pelo qual conquistou o título da Taça Paraná Infantojuvenil de 2011 realizada em Curitibae foi nomeada a melhor jogadora nesta categoria, depois retornou para seu Estado de origem e na cidade de São Carlos quando chegou atuou pelo Objetivo/NSF/Bandeirantes/Smel nas competições de categoria de base em 2012 .
Na temporada de 2013-14 foi contratada pelo GR Barueri, terminando na nona colocação na edição da correspondente Superliga Brasileira A.
Em 2014 foi contratada pelo EC Pinheiros  quando terminou na sexta colocação na edição da Superliga Brasileira A 2014-15 e de forma invicta obteve o inédito título da Copa Banco do Brasil de 2014, finalizada em 2015,sediada em Cuiabá; e representando este clube na categoria de base conquistou o título também de forma invicta do Campeonato Paulista Juvenil de 2015.
Ingressou na Unip, e defendeu a equipe de voleibol desta instituição a Atlética Unip na edição dos Jogos Universitários Brasileiros de 2015, ocasião que conquistou a medalha de ouro, sendo homenageada com a melhor atleta do ano na modalidade pela CBDU CBDU Melhores do Ano e também na mesma categoria pela instituição de ensino que defendeu, recebendo o Troféu Atlética UNIP de 2015.
No jornada  esportiva seguinte foi contratada pelo Renata Valinhos/Country Clubquando terminou na décima primeira posição na Superliga Brasileira A 2015-16.
Em 2016 foi convocada para representar a seleção brasileira na edição do Campeonato Sul-Americano Sub-23 realizado em Lima .
Após temporada pelo time de Valinhos, retornou para Esporte Clube Pinheiros para as competições de 2016-17, também conciliava os estudos, já tinha cursado um semestre do curso de Administração e dois anos de Direito conquistando o vice-campeonato no Campeonato Paulista de 2016e disputou a Superliga Brasileira A 2016-17 finalizando na oitava posição na Superliga Brasileira A 2016-17.
Novamente serviu a seleção brasileira e desta vez disputou a edição do Campeonato Mundial Sub-23 de 2017 em Liubliana e terminou na quinta colocação.Renovou com o Pinheiros/Klar para a jornada esportiva  de 2017-18 conquistou o título da Copa São Paulo de 2017 e disputou a Superliga Brasileira A 2017-18.
Foi contratada para compor o elenco do Camponesa/Minas para temporada 2018-19 e sagrou-se campeã da edição do Campeonato Mineiro de 2018 e disputou a edição do Campeonato Mundial de Clubes de 2018 realizado em Shaoxing e conquistou a medalha de prata e disputa por este clube a Superliga Brasileira A 2018-19.
Pelo Itambé/Minas conquistou o título da Copa Brasil de 2019 realizada em Gramado e foi bicampeã do Campeonato Sul-Americano de Clubes de 2019 realizado novamente em Belo Horizonte;e contribuiu para conquista do clube do título da Superliga Brasileira 2018-19, premiada como a melhor levantadora e melhor jogadora da edição
Na temporada 2021-22 foi contratada pelo Fluminense, em fevereiro de 2022, Bruninha foi suspensa por três anos por doping, ela testou positivo para as substâncias Clenbuterol, Oxandrolona, além de metabólitos.

## Títulos e resultados
- Superliga Brasileira Aː2018-19
- Copa Banco do Brasil:2014[8] e 2019[29]
- Campeonato Mineiro:2018[25]
- Jogos Universitários Brasileiros:2015[10]
- Campeonato Paulista:2016[18]
- Copa São Paulo:2017[22]
- Campeonato Paulista Juvenil:2015[9]
- Taça Paraná Infantojuvenil : 2011[2]

## Premiações individuais
- Troféu CBDU Melhores do Ano de 2015 (Voleibol Feminino)[10]
- Troféu Atlética UNIP de 2015 - Melhor Atleta  (Voleibol Feminino)[11]
- MVP da Taça Paraná Infantojuvenil de 2011[3]